# Холматов, Ниёзали
Ниёзали Холматов (узб. Niyozali Xolmatov; 20 февраля 1947, Кургантепинский район, Андижанская область, Узбекская ССР, СССР — 2020) — советский, узбекский художник-миниатюрист. Народный мастер Узбекистана (2000), академик Академии художеств Узбекистана (1997).
Один из наиболее известных художников-миниатюристов Узбекистана.

## Биография
Ниёзали Холматов родился 20 февраля 1947 года в Кургантепинском районе. В 1973 году окончил Московское художественно-промышленное училище по классу миниатюра. С 1973 по 1980 годы работал в экспериментальной лаборатории Московского художественного гравировального комбината. С 1980 года преподавал в школе при объединении «Усто», Национальном институте художеств и дизайна имени Камолиддина Бехзода. В 1997 году стал действительным членом Академии художеств Узбекистана, с 1998 по 1999 годы был учёным секретарём организации. 
Скончался в 2020 году.

## Творчество
Являлся одним из основоположников возрождения искусства лаковой миниатюры в Узбекистане. Своими работами определил пути развития традиций национальной исторической миниатюры в современном искусстве. Ниёзали Холматову принадлежит большая заслуга в возрождении таких направлений народных промыслов, как настенная роспись, художественные миниатюры на бумаге, коже и ткани. Произведения художника выполнены в технике лаковой миниатюры, монументальной живописи, он выполнял также иллюстрации к книгам и делал ювелирные украшения. 
Автор цикла миниатюр, посвящённых произведениям Навои и серии миниатюр к «Шахнаме» Фирдоуси, серии миниатюр на библейские сюжеты: истории и жизнеописания Моисея, Ноя, Авраама, Иосифа и Давида. 
Работы художника экспонировались на отечественных и международных выставках, хранятся в музеях и частных коллекциях.

## Награды
- Народный мастер Узбекистана (2000)[1]
- Орден «Дустлик» (2017)[8]